# Chile en los Juegos Panamericanos de 2019
Chile compitió en los Juegos Panamericanos de 2019 que se realizaron en Lima, Perú, desde el 26 de julio al 11 de agosto de 2019. En esta edición se registró la mayor cosecha de medallas de oro que ha tenido el Team Chile en su historia participando en Juegos Panamericanos al obtener 13 preseas, superando las 8 medallas de oro obtenidas en Buenos Aires 1951. Obtuvo la mejor proporción de preseas percápita de Sudamérica.
El abanderado de la delegación chilena en la ceremonia de apertura fue el esquiador acuático Felipe Miranda, quien fuera campeón del mundo de esquí acuático en la modalidad de overall en los años 2013 y 2017, además de ser ganador de seis medallas panamericanas (1 oro, 1 plata y 4 bronce) obtenidas en ediciones anteriores de los Juegos Panamericanos. Felipe fue designado como abanderado del país el 1 de julio de 2019.
Por primera vez en la historia, se obtuvieron medallas de oro en judo, voleibol de playa y gimnasia. Así como subieron al podio por primera vez deportes como el squash, el fisicoculturismo y el ya mencionado voleibol de playa.

## Medallistas
| Medalla           | Deportista | Deporte               | Evento                                 | Fecha        |
| ----------------- | --- | --------------------- | -------------------------------------- | ------------ |
| Medalla de oro    | Tomás González | Gimnasia artística    | Suelo masculino                        | 30 de julio  |
| Medalla de oro    | María Fernanda Valdés | Halterofilia          | 87 kg femenino                         | 30 de julio  |
| Medalla de oro    | Marco Grimalt Esteban Grimalt | Voleibol de playa     | Masculino                              | 30 de julio  |
| Medalla de oro    | Alexa Guarachi Nicolás Jarry | Tenis                 | Dobles mixto                           | 3 de agosto  |
| Medalla de oro    | Antonio Cabrera Felipe Peñaloza | Ciclismo de pista     | Madison                                | 4 de agosto  |
| Medalla de oro    | Melita Abraham Antonia Abraham | Remo                  | Dos remos largos femenino              | 8 de agosto  |
| Medalla de oro    | Gabriel Kehr | Atletismo             | Lanzamiento del martillo masculino     | 8 de agosto  |
| Medalla de oro    | Christopher Kalleg Ignacio Abraham | Remo                  | Dos remos largos masculino             | 9 de agosto  |
| Medalla de oro    | María José Moya | Patinaje              | 300 m contrarreloj femenino            | 9 de agosto  |
| Medalla de oro    | Melita Abraham Antonia Abraham Soraya Jadue Isidora Niemeyer                                                                                           | Remo                  | 4 pares de remos cortos femenino       | 10 de agosto |
| Medalla de oro    | Fabián Oyarzún Felipe Oyarzún Roberto Liewald Felipe Cárdenas                                                                                          | Remo                  | 4 remos peso ligero masculino          | 10 de agosto |
| Medalla de oro    | Thomas Briceño | Judo                  | 100 kg masculino                       | 11 de agosto |
| Medalla de oro    | Joaquín González | Karate                | 60 kg masculino                        | 11 de agosto |
| Medalla de plata  | Esteban Bustos | Pentatlón moderno     | Masculino                              | 28 de julio  |
| Medalla de plata  | María José Mailliard Karen Roco | Canotaje              | C2 500 m femenino                      | 29 de julio  |
| Medalla de plata  | Felipe Miranda | Esquí acuático        | Salto masculino                        | 29 de julio  |
| Medalla de plata  | María José Mailliard | Canotaje              | C1 200 m femenino                      | 30 de julio  |
| Medalla de plata  | Rodrigo Miranda | Esquí acuático        | Overall masculino                      | 30 de julio  |
| Medalla de plata  | Francisca Crovetto | Tiro                  | Skeet femenino                         | 2 de agosto  |
| Medalla de plata  | Tomás Barrios | Tenis                 | Masculino                              | 4 de agosto  |
| Medalla de plata  | Selección de balonmano | Balonmano             | Torneo masculino                       | 5 de agosto  |
| Medalla de plata  | Gustavo Alarcón | Esgrima               | Florete                                | 6 de agosto  |
| Medalla de plata  | Humberto Mansilla | Atletismo             | Lanzamiento de martillo masculino      | 8 de agosto  |
| Medalla de plata  | Isidora Niemeyer Yoselyn Cárcamo | Remo                  | Doble par cortos peso ligero femenino  | 9 de agosto  |
| Medalla de plata  | Selim Echeverría Nelson Martínez Francisco Lapostol Oscar Vásquez Christopher Kalleg Ignacio Abraham Alfredo Abraham Bernardo Guerrero Antonia Liewald | Remo                  | 8 remos masculino                      | 10 de agosto |
| Medalla de plata  | Hugo Ramírez | Patinaje de Velocidad | 10000m Eliminación Masculino           | 10 de agosto |
| Medalla de plata  | Javiera San Martín | Patinaje de Velocidad | 10000m Eliminación Femenino            | 10 de agosto |
| Medalla de plata  | Kristel Köbrich | Natación              | 1500 m Libre                           | 10 de agosto |
| Medalla de plata  | Ricardo Soto Andrés Aguilar Juan Painevil | Tirco con arco        | Equipos arco recurvo masculino         | 11 de agosto |
| Medalla de plata  | Macarena Pérez | Ciclismo BMX          | Estilo Libre Femenino                  | 11 de agosto |
| Medalla de plata  | Susana Li | Karate                | 68 kg femenino                         | 11 de agosto |
| Medalla de plata  | Camilo Velozo | Karate                | 67 kg masculino                        | 11 de agosto |
| Medalla de bronce | Giselle Delgado Ana Pinto | Squash                | Doble femenino                         | 27 de julio  |
| Medalla de bronce | Martín Vidaurre | Ciclismo              | Ciclismo de montaña                    | 28 de julio  |
| Medalla de bronce | Ignacio Morales | Taekwondo             | -68 kg masculino                       | 28 de julio  |
| Medalla de bronce | Fernanda Aguirre | Taekwondo             | -57 kg femenino                        | 28 de julio  |
| Medalla de bronce | Valentina González | Esquí acuático        | Salto femenino                         | 29 de julio  |
| Medalla de bronce | Felipe Peñaloza | Ciclismo              | Omnium masculino                       | 1 de agosto  |
| Medalla de bronce | Felipe Peñaloza Antonio Cabrera Diego Ferreyra José Luis Rodríguez Pablo Seisdedos                                                                     | Ciclismo              | Persecución por equipos masculino      | 3 de agosto  |
| Medalla de bronce | Carlos Díaz | Atletismo             | 5000 m masculino                       | 6 de agosto  |
| Medalla de bronce | José Luis Rodríguez | Ciclismo en ruta      | Contrarreloj individual masculino      | 7 de agosto  |
| Medalla de bronce | Mary Dee Vargas | Judo                  | -48 kg                                 | 8 de agosto  |
| Medalla de bronce | Yasmani Acosta | Lucha                 | Grecorromana 130 kg                    | 8 de agosto  |
| Medalla de bronce | Eber Sanhueza César Abaroa | Remo                  | Doble par cortos peso ligero masculino | 9 de agosto  |
| Medalla de bronce | Soraya Jadue | Remo                  | Un par remos cortos femenino           | 9 de agosto  |
| Medalla de bronce | Manuel Domínguez Esteban Romero | Pelota vasca          | Dobles trinquete masculino             | 9 de agosto  |
| Medalla de bronce | Felipe Robles Andrés Guevara Paula Herman | Vela                  | Bote mixto tres personas               | 10 de agosto |
| Medalla de bronce | Rodrigo Rojas | Karate                | +84 kg                                 | 10 de agosto |
| Medalla de bronce | Macarena Figueroa | Fisicoculturismo      | Fitness femenino                       | 10 de agosto |
| Medalla de bronce | Guillermo Pereira | Golf                  | Individual masculino                   | 11 de agosto |

## Lugares destacados
| Nombre                                                                               | Deporte             | Competición                   |
| ------------------------------------------------------------------------------------ | ------------------- | ----------------------------- |
| 4.°                                                                                  |                     |                               |
| Ysumy Orellana Goviana Reyes Fabiola Zamorano Fernanda Iracheta                      | Canotaje            | K-4 500 m F                   |
| Denisse Ahumada                                                                      | Ciclismo            | Ruta F                        |
| Felipe Miranda                                                                       | Esquí acuático      | Figuras M                     |
| Emile Ritter                                                                         | Esquí acuático      | Saltos M                      |
| Valentina González                                                                   | Esquí acuático      | Concurso completo F           |
| Felipe Miranda                                                                       | Esquí acuático      | Concurso completo M           |
| Selección de hockey                                                                  | Hockey sobre césped | Equipo M                      |
| Selección de hockey                                                                  | Hockey sobre césped | Equipo F                      |
| Kristel Kobrich                                                                      | Natación            | 800 m libres F                |
| Francisca Cabrera                                                                    | Patinaje artístico  | Individual F                  |
| Emanuelle Silva                                                                      | Patinaje            | 300 m contrarreloj M          |
| Emanuelle Silva                                                                      | Patinaje            | 500 metros M                  |
| Jesús García Julián González                                                         | Pelota vasca        | Frontenis M                   |
| Zita Solas Rosario Valderrama                                                        | Pelota vasca        | Doble trinquete F             |
| Óscar Vasquez Francisco Lapostol                                                     | Remo                | Doble par de remos cortos M   |
| Alfredo Abraham Selim Echeverría Bernardo Guerrero Nelson Martínez                   | Remo                | Cuatro remos M                |
| Victoria Hostetter Josefa Vila                                                       | Remo                | Doble par de remos cortos F   |
| Alexa Guarachi Daniela Seguel                                                        | Tenis               | Dobles F                      |
| Selección de voleibol                                                                | Voleibol            | Equipo M                      |
| 5.°                                                                                  |                     |                               |
| Ashley Montre Constanza Naranjo                                                      | Bádminton           | Dobles F                      |
| Héctor Tapia                                                                         | Boxeo               | -52 kg M                      |
| Miguel Valencia                                                                      | Canotaje            | K-1 200 m M                   |
| Ysumy Orellana                                                                       | Canotaje            | K-1 500 m F                   |
| Aranza Villalón Denisse Ahumada Victoria Martinez Paula Villalón                     | Ciclismo            | Persecución por equipos F     |
| Aranza Villalón                                                                      | Ciclismo            | Omnium F                      |
| Makarena Pinto                                                                       | Gimnasia            | Salto F                       |
| Francisco Solís                                                                      | Judo                | + 100 kg M                    |
| José Luis Díaz                                                                       | Patinaje artístico  | Individual M                  |
| Selección de rugby 7 de Chile                                                        | Rugby 7             | Equipo M                      |
| Maximiliano Camiruaga                                                                | Squash              | Individual M                  |
| Giselle Delgado                                                                      | Squash              | Individual F                  |
| Ana Pinto                                                                            | Squash              | Individual F                  |
| Camila Gallegos Jaime Pinto                                                          | Squash              | Dobles mixto                  |
| Rafael Cortez Tobar                                                                  | Surf                | Longboard M                   |
| Jessica Anderson                                                                     | Surf                | Abierto F                     |
| Nicolás Jarry                                                                        | Tenis               | Individual M                  |
| Tomás Barrios Alejandro Tabilo                                                       | Tenis               | Dobles M                      |
| Daniela Seguel                                                                       | Tenis               | Individual F                  |
| Paulina Vega                                                                         | Tenis de mesa       | Individual F                  |
| Paulina Vega Daniela Ortega                                                          | Tenis de mesa       | Dobles F                      |
| Paulina Vega Juan Lamadrid                                                           | Tenis de mesa       | Dobles mixto                  |
| Judith Morales Paulina Vega Daniela Ortega                                           | Tenis de mesa       | Equipo F                      |
| Manuel Sanchez                                                                       | Tiro                | 10 metros pistola de aire M   |
| Héctor Flores                                                                        | Tiro                | Skeet M                       |
| Bárbara Riveros                                                                      | Triatlón            | Individual F                  |
| Benjamín Grez Exequiel Grez                                                          | Vela                | 49er M                        |
| Diego González                                                                       | Vela                | abierto M                     |
| 6.°                                                                                  |                     |                               |
| Andraz Echeverría                                                                    | Canotaje            | K1 M                          |
| Ysumy Orellana                                                                       | Canotaje            | K-1 200 m F                   |
| Alison Maillard                                                                      | Saltos              | Trampolín 1 metro F           |
| Valentina Gonzalez                                                                   | Esquí acuático      | Figuras F                     |
| Isabella Bassi Catalina Marquez Javiera Andrades                                     | Tiro con arco       | Equipo F                      |
| Jesús Seguel Antonio Poncell                                                         | Vela                | Bote mixto                    |
| María Rivas María Mardones                                                           | Voleibol de playa   | Parejas F                     |
| 7.°                                                                                  |                     |                               |
| Martina Weil María José Echeverría María Mackenna Stephanie Saavedra                 | Atletismo           | 4x400 F                       |
| María Inzunza                                                                        | Canotaje            | K1 F                          |
| Ysumy Orellana Fabiola Zamorano                                                      | Canotaje            | K-2 500 m F                   |
| José Luis Rodríguez                                                                  | Ciclismo            | Ruta M                        |
| Aranza Villalón Paula Vilalón                                                        | Ciclismo            | Madison F                     |
| Diego Carquín Donato Neglia                                                          | Saltos              | Trampolín 3 metros M          |
| Carlos Lobos Luis Larrondo Guillermo Garín Carlos Villarroel                         | Equitación          | Prueba completa por equipos M |
| Felipe Miranda                                                                       | Esquí acuático      | Slalom M                      |
| Katherine Landeros                                                                   | Halterofilia        | 49 kg F                       |
| Lenka Rojas                                                                          | Halterofilia        | 76 kg F                       |
| Isidora Letelier Natalie Lubascher                                                   | Nado sincronizado   | Dueto F                       |
| Antonia Liewald                                                                      | Remo                | Peso ligero F                 |
| Giselle Delgado Ana Pinto Camila Gallegos                                            | Squash              | Equipo F                      |
| Constanza Fernandez                                                                  | Surf                | Longboard F                   |
| Gabriela Lobos                                                                       | Tiro                | 50 metros rifle F             |
| Isabella Bassi Andrés Aguilar                                                        | Tiro con arco       | Equipo mixto                  |
| 8.°                                                                                  |                     |                               |
| Nicolás Vergara                                                                      | Canotaje            | C-1 1000 m M                  |
| Anany Muñoz                                                                          | Ciclismo            | Kreirin F                     |
| Ridrigo Miranda                                                                      | Esquí acuático      | Figuras M                     |
| Franchesca Santi Makarena Pinto María del Sol Perez Marí del Mar Perez Simona Castro | Gimnasia            | Equipo F                      |
| Franchesca Santi                                                                     | Gimnasia            | Salto F                       |
| Guillermo Pereira Antonia Matte Felipe Aguilar Natalia Villavicencio                 | Golf                | Equipo mixto                  |
| Bastián Lopez                                                                        | Halterofilia        | 73 kg M                       |
| Marcelo Medina                                                                       | Remo                | Individual M                  |
| Jorge Atalah                                                                         | Tiro                | Skeet M                       |
| Pamela Salman                                                                        | Tiro                | Fosa F                        |
| Pamela Salman Claudio Vergara                                                        | Tiro                | Fosa mixta                    |
| Gaspar Riveros                                                                       | Triatlón            | Individual M                  |
| Catalina Salazar Diego Moya Macarena Salazar Luis Barraza                            | Triatlón            | Relevos mixto                 |

## Deportistas
La siguiente es la lista del número de deportistas que participarán en estos juegos por deporte.
| Deporte                | Hombres | Mujeres | Total |
| ---------------------- | ------- | ------- | ----- |
| Atletismo              | 15      | 13      | 28    |
| Bádminton              | 2       | 2       | 4     |
| Balonmano              | 14      | 0       | 14    |
| Boxeo                  | 1       | 0       | 1     |
| Canotaje               | 4       | 8       | 12    |
| Ciclismo               | 10      | 8       | 18    |
| Clavados               | 2       | 2       | 4     |
| Equitación             | 10      | 2       | 12    |
| Esgrima                | 3       | 0       | 3     |
| Esquí acuático         | 3       | 3       | 6     |
| Fisicoculturismo       | 1       | 1       | 2     |
| Hockey sobre césped    | 16      | 16      | 32    |
| Gimnasia               | 2       | 6       | 8     |
| Golf                   | 2       | 2       | 4     |
| Judo                   | 3       | 2       | 5     |
| Karate                 | 4       | 2       | 6     |
| Levantamiento de pesas | 3       | 3       | 6     |
| Lucha                  | 1       | 0       | 1     |
| Natación               | 5       | 5       | 10    |
| Natación sincronizada  | 0       | 2       | 2     |
| Patinaje               | 3       | 3       | 6     |
| Pelota vasca           | 5       | 6       | 11    |
| Pentatlón moderno      | 2       | 1       | 3     |
| Raquetbol              | 1       | 2       | 3     |
| Remo                   | 15      | 8       | 23    |
| Rugby 7                | 12      | 0       | 12    |
| Squash                 | 3       | 3       | 6     |
| Surf                   | 2       | 3       | 5     |
| Taekwondo              | 3       | 2       | 5     |
| Tenis                  | 3       | 3       | 6     |
| Tenis de mesa          | 3       | 3       | 6     |
| Tiro con arco          | 3       | 3       | 6     |
| Tiro deportivo         | 6       | 5       | 11    |
| Triatlón               | 3       | 3       | 6     |
| Vela                   | 8       | 4       | 12    |
| Voleibol               | 12      | 0       | 12    |
| Voleibol de playa      | 2       | 2       | 4     |
| Total                  | 187     | 128     | 315   |

## Atletismo
En atletismo clasificaron 28 atletas.

### Eventos de carrera
| Deportista                                                                                     | Evento                      | Semifinal | Semifinal | Final        | Final             |
| Deportista                                                                                     | Evento                      | Tiempo    | Posición  | Tiempo       | Posición          |
| ---------------------------------------------------------------------------------------------- | --------------------------- | --------- | --------- | ------------ | ----------------- |
| Enrique Polanco                                                                                | 100 m masculino             | 10,69     | 22.º      | No clasificó | No clasificó      |
| Rafael Muñoz                                                                                   | 800 m masculino             | 1:50,03   | 9.º       | No clasificó | No clasificó      |
| Alejandro Peirano                                                                              | 800 m masculino             | 1:49,99   | 8.º       | No terminó   | No terminó        |
| Carlos Díaz                                                                                    | 1500 m masculino            | —         | —         | 3:49,33      | 12.º              |
| Carlos Díaz                                                                                    | 5000 m masculino            | —         | —         | 13:54,43     | Medalla de bronce |
| Carlos Díaz                                                                                    | 10000 m masculino           | —         | —         | No terminó   | No terminó        |
| Leslie Encina                                                                                  | Maratón masculino           | —         | —         | No terminó   | No terminó        |
| Roberto Tello                                                                                  | 3000 m obstáculos masculino | —         | —         | 9:06,33      | 10.º              |
| Alfredo Sepúlveda                                                                              | 400 m vallas masculino      | 52,77     | 13.º      | No clasificó | No clasificó      |
| Enzo Faulbaum Rafael Muñoz Alejandro Peirano Alfredo Sepúlveda                                 | 4 x 400 m relevos masculino | —         | —         |              |                   |
| Isidora Jiménez                                                                                | 200 m femenino              | 23,92     | 14.º      | No clasificó | No clasificó      |
| María Fernanda Mackenna                                                                        | 400 m femenino              | 54,11     | 13.º      | No clasificó | No clasificó      |
| Giselle Álvarez                                                                                | Maratón femenino            | —         | —         | No terminó   | No terminó        |
| Verónica Ángel                                                                                 | Maratón femenino            | —         | —         | 2:46:04 (MP) | 11.º              |
| Berdine Castillo María José Echeverría María Fernanda Mackenna Stephanie Saavedra Martina Weil | 4 x 400 m relevos femenino  | —         | —         | 3:39,95      | 7.º               |

### Eventos de salto
| Deportista     | Evento                      | Final     | Final    |
| Deportista     | Evento                      | Distancia | Posición |
| -------------- | --------------------------- | --------- | -------- |
| Daniel Pineda  | Salto de longitud masculino | 7,05      | 13.º     |
| Macarena Reyes | Salto de longitud femenino  | 6,14      | 13.º     |

### Eventos de lanzamiento
| Deportista        | Evento                            | Final     | Final            |
| Deportista        | Evento                            | Distancia | Posición         |
| ----------------- | --------------------------------- | --------- | ---------------- |
| Santiago Basso    | Lanzamiento de bala masculino     | 18,38     | 11.º             |
| Claudio Romero    | Lanzamiento de disco masculino    | Sin marca | Sin marca        |
| Gabriel Kehr      | Lanzamiento de martillo masculino | 74,98     | Medalla de oro   |
| Humberto Mansilla | Lanzamiento de martillo masculino | 74,38     | Medalla de plata |
| Francisco Muse    | Lanzamiento de jabalina masculino | 72,84     | 9.º              |
| Ivana Gallardo    | Lanzamiento de bala femenino      | 16,43     | 11.º             |
| Ivana Gallardo    | Lanzamiento de disco femenino     | 50,85     | 12.º             |
| Karen Gallardo    | Lanzamiento de disco femenino     | 53,42     | 10.º             |
| Mariana García    | Lanzamiento de martillo femenino  | 63,39     | 9.º              |
| María Paz Ríos    | Lanzamiento de jabalina femenino  | 53,66     | 10.º             |

### Eventos de marcha
| Deportista  | Evento          | Final   | Final    |
| Deportista  | Evento          | Tiempo  | Posición |
| ----------- | --------------- | ------- | -------- |
| Yerko Araya | 20 km masculino | 1:28:06 | 11.º     |

## Bádminton
Chile clasificó un equipo de cuatro jugadores de bádminton (dos por género).
| Deportista                       | Evento               | Ronda de 64              | Ronda de 32                 | Ronda de 16             | Cuartos de final         | Semifinales     | Final           | Posición |
| Deportista                       | Evento               | Rival Resultado          | Rival Resultado             | Rival Resultado         | Rival Resultado          | Rival Resultado | Rival Resultado | Posición |
| -------------------------------- | -------------------- | ------------------------ | --------------------------- | ----------------------- | ------------------------ | --------------- | --------------- | -------- |
| Cristian Araya                   | Individual masculino | Exento                   | Seixas (PAN) G 2-0          | Montoya (MEX) P 0-2     | No avanzó                | No avanzó       | No avanzó       | 9.º      |
| Iván León                        | Individual masculino | Darmohoetomo (SUR) G 2-0 | Cavallotti (CRC) G 2-0      | Muñoz (MEX) P 0-2       | No avanzó                | No avanzó       | No avanzó       | 9.º      |
| Ashley Montre                    | Individual femenino  | Zambrano (ECU) P 0-2     | No avanzó                   | No avanzó               | No avanzó                | No avanzó       | No avanzó       | 33.º     |
| Constanza Naranjo                | Individual femenino  | Exento                   | Macías (PER) P 0-2          | No avanzó               | No avanzó                | No avanzó       | No avanzó       | 17.º     |
| Cristian Araya Iván León         | Dobles masculino     | —                        | —                           | Mini/Cuba (PER) P 0-2   | No avanzaron             | No avanzaron    | No avanzaron    | 9.º      |
| Ashley Montre Constanza Naranjo  | Dobles femenino      | —                        | —                           | Exento                  | Silva/Santos (BRA) P 0-2 | No avanzaron    | No avanzaron    | 5.º      |
| Cristian Araya Constanza Naranjo | Dobles mixtos        | —                        | Javier/Jiménez (DOM) P 0-2  | No avanzaron            | No avanzaron             | No avanzaron    | No avanzaron    | 17.º     |
| Iván León Ashley Montre          | Dobles mixtos        | —                        | Barrios/Sánchez (VEN) G 2-0 | Shu/Obanana (USA) P 1-2 | No avanzaron             | No avanzaron    | No avanzaron    | 9.º      |

## Balonmano
La selección masculina de balonmano clasificó a los Juegos Panamericanos de 2019.

### Torneo masculino
| Equipo           | Ronda de grupos | Ronda de grupos   | Ronda de grupos        | Ronda de grupos | Semifinales     | Final             | Posición         |
| Equipo           | Rival Resultado | Rival Resultado   | Rival Resultado        | Posición        | Rival Resultado | Rival Resultado   | Posición         |
| ---------------- | --------------- | ----------------- | ---------------------- | --------------- | --------------- | ----------------- | ---------------- |
| Equipo masculino | Cuba G 28-38    | Argentina P 29-31 | Estados Unidos G 26-34 | 2.º             | Brasil G 29-32  | Argentina P 27-31 | Medalla de plata |

## Boxeo
Chile clasificó un boxeador.
| Deportista   | Evento     | Cuartos de final  | Semifinal       | Final           | Posición |
| Deportista   | Evento     | Rival Resultado   | Rival Resultado | Rival Resultado | Posición |
| ------------ | ---------- | ----------------- | --------------- | --------------- | -------- |
| Héctor Tapia | Peso mosca | Marte (DOM) P 5-0 | No avanzó       | No avanzó       | 5.º      |

## Canotaje

### Eslalon
Chile clasificó un total de cuatro deportistas (dos hombres y dos mujeres).

### Velocidad
Chile clasificó ocho deportistas (seis mujeres y dos hombres).
| Deportista                                                      | Evento              | Preliminares | Preliminares | Semifinal | Semifinal | Final        | Final            |
| Deportista                                                      | Evento              | Tiempo       | Posición     | Tiempo    | Posición  | Tiempo       | Posición         |
| --------------------------------------------------------------- | ------------------- | ------------ | ------------ | --------- | --------- | ------------ | ---------------- |
| Miguel Valencia                                                 | K1 200 m masculino  | 36,856       | 3.º          | Exento    | Exento    | 37,266       | 5.º              |
| Miguel Valencia                                                 | K1 1000 m masculino | 3:57,279     | 6.º          | 3:50,795  | 4.º       | No clasificó | No clasificó     |
| Nicolás Vergara                                                 | C1 1000 m masculino | 4:28,820     | 4.º          | 4:19,254  | 2.º       | 4:28,971     | 8.º              |
| Ysumy Orellana                                                  | K1 200 m femenino   | 43,258       | 2.º          | Exento    | Exento    | 45,121       | 6.º              |
| Ysumy Orellana                                                  | K1 500 m femenino   | 2:00,722     | 3.º          | 2:00,283  | 1.º       | 1:59,714     | 5.º              |
| Ysumy Orellana Fabiola Zamorano                                 | K2 500 m femenino   | 1:55,844     | 3.º          | 1:52,628  | 2.º       | 1:57,214     | 7.º              |
| Fernanda Iracheta Ysumy Orellana Goviana Reyes Fabiola Zamorano | K4 500 m femenino   | —            | —            | —         | —         | 1:40,811     | 4.º              |
| María José Mailliard                                            | C1 200 m femenino   | 45,993       | 1.º          | Exento    | Exento    | 47,031       | Medalla de plata |
| María José Mailliard Karen Roco                                 | C2 500 m femenino   | —            | —            | —         | —         | 1:59,158     | Medalla de plata |

## Ciclismo
En ciclismo clasificaron 18 deportistas.

### BMX
Carrera
| Deportista      | Evento    | Contrarreloj  | Contrarreloj  | Cuartos de final | Cuartos de final | Semifinales | Semifinales | Final        | Final    |
| Deportista      | Evento    | Clasificación | Clasificación | Cuartos de final | Cuartos de final | Semifinales | Semifinales | Final        | Final    |
| Deportista      | Evento    | Tiempo        | Posición      | Puntos           | Posición         | Puntos      | Posición    | Tiempo       | Posición |
| --------------- | --------- | ------------- | ------------- | ---------------- | ---------------- | ----------- | ----------- | ------------ | -------- |
| Hernán Godoy    | Masculino | 35,030        | 13.º          | 12               | 4.º              | 22          | 8.º         | No clasificó | 16.º     |
| Mauricio Molina | Masculino | 35,286        | 14.º          | 10               | 3.º              | 18          | 6.º         | No clasificó | 11.º     |
| Rocío Pizarro   | Femenino  | 44,650        | 12.º          | —                | —                | 17          | 6.º         | No clasificó | 11.º     |

Estilo libre
| Deportista     | Evento   | Distribución de series | Distribución de series | Final     | Final            |
| Deportista     | Evento   | Resultado              | Posición               | Resultado | Posición         |
| -------------- | -------- | ---------------------- | ---------------------- | --------- | ---------------- |
| Macarena Pérez | Femenino | 72,50                  | 2.º                    | 76,67     | Medalla de plata |

### Ciclismo de montaña
| Deportista        | Evento                  | Tiempo     | Posición          |
| ----------------- | ----------------------- | ---------- | ----------------- |
| Sebastián Miranda | Cross country masculino | 1:34:22    | 12.º              |
| Martín Vidaurre   | Cross country masculino | 1:27:31    | Medalla de bronce |
| María Castro      | Cross country femenino  | No terminó | No terminó        |

### Ciclismo de pista
Persecución por equipo
| Deportista                                                                         | Evento    | Clasificación | Clasificación | Primera ronda | Primera ronda | Final                      | Final             |
| Deportista                                                                         | Evento    | Tiempo        | Posición      | Tiempo        | Posición      | Tiempo                     | Posición          |
| ---------------------------------------------------------------------------------- | --------- | ------------- | ------------- | ------------- | ------------- | -------------------------- | ----------------- |
| Antonio Cabrera Diego Ferreyra Felipe Peñaloza José Luis Rodríguez Pablo Seisdedos | Masculino | 4:07,393      | 3.º           | —             | —             | Medalla de bronce 4:03,970 | Medalla de bronce |
| Denisse Ahumada Victoria Martínez Anany Muñoz Aranza Villalón Paula Villalón       | Femenino  | 4:46,776      | 5.º           | 4:46,886      | 5.º           | No clasificaron            | No clasificaron   |

Keirin
| Deportista  | Evento   | Primera ronda | Repechaje | Final          |
| Deportista  | Evento   | Posición      | Posición  | Posición       |
| ----------- | -------- | ------------- | --------- | -------------- |
| Anany Muñoz | Femenino | 4.º           | 4.º       | Final 7-12 8.º |

Omnium
| Deportista      | Evento    | Scratch | Scratch  | Tempo  | Tempo    | Eliminación | Eliminación | Carrera por puntos | Carrera por puntos | Puntos totales | Posición          |
| Deportista      | Evento    | Puntos  | Posición | Puntos | Posición | Puntos      | Posición    | Puntos             | Posición           | Puntos totales | Posición          |
| --------------- | --------- | ------- | -------- | ------ | -------- | ----------- | ----------- | ------------------ | ------------------ | -------------- | ----------------- |
| Felipe Peñaloza | Masculino | 38      | 2.º      | 38     | 2.º      | 40          | 1.º         | 50                 | 3.º                | 166            | Medalla de bronce |
| Aranza Villalón | Femenino  | 40      | 1.º      | 34     | 4.º      | 14          | 14°         | 23                 | 4.º                | 111            | 5.º               |

Madison
| Deportista                      | Evento    | Puntos | Posición       |
| ------------------------------- | --------- | ------ | -------------- |
| Antonio Cabrera Felipe Peñaloza | Masculino | 88     | Medalla de oro |
| Aranza Villalón Paula Villalón  | Femenino  | -40    | 7.º            |

### Ciclismo de ruta
| Deportista          | Evento                 | Tiempo   | Posición          |
| ------------------- | ---------------------- | -------- | ----------------- |
| Pablo Alarcón       | Ruta masculino         | 4:09:03  | 16.º              |
| Diego Ferreyra      | Ruta masculino         | 4:09:50  | 36.º              |
| Felipe Peñaloza     | Ruta masculino         | 4:09:50  | 35.º              |
| José Luis Rodríguez | Ruta masculino         | 4:06:29  | 7.º               |
| Denisse Ahumada     | Ruta femenino          | 2:19:50  | 4.º               |
| Anany Muñoz         | Ruta femenino          | 2:19:52  | 11.º              |
| Aranza Villalón     | Ruta femenino          | 2:19:53  | 17.º              |
| Diego Ferreyra      | Contrarreloj masculino | 48:27,62 | 11.º              |
| José Luis Rodríguez | Contrarreloj masculino | 46:25,51 | Medalla de bronce |
| Aranza Villalón     | Contrarreloj femenino  | 26:45,07 | 9.º               |

## Clavados
Chile clasificó cuatro clavadistas (dos hombres y dos mujeres).
| Deportista                  | Evento                               | Preliminar | Preliminar | Final        | Final    |
| Deportista                  | Evento                               | Puntos     | Posición   | Puntos       | Posición |
| --------------------------- | ------------------------------------ | ---------- | ---------- | ------------ | -------- |
| Diego Carquín               | Trampolín 1 m masculino              | 286,55     | 13.º       | No clasificó | 13.º     |
| Donato Neglia               | Trampolín 1 m masculino              | 289,45     | 11.º       | 333,25       | 10.º     |
| Diego Carquín               | Trampolín 3 m masculino              | 344,55     | 16.º       | No clasificó | 16.º     |
| Donato Neglia               | Trampolín 3 m masculino              | 363,40     | 15.º       | No clasificó | 15.º     |
| Diego Carquín Donato Neglia | Trampolín 3 m sincronizado masculino | —          | —          | 341,64       | 7.º      |
| Wendy Espina                | Trampolín 1 m femenino               | 202,15     | 13.º       | No clasificó | 13.º     |
| Alison Maillard             | Trampolín 1 m femenino               | 227,30     | 8.º        | 254,70       | 6.º      |
| Wendy Espina                | Trampolín 3 m femenino               | 203,40     | 14.º       | No clasificó | 14.º     |
| Alison Maillard             | Trampolín 3 m femenino               | 244,70     | 11.º       | 253,45       | 10.º     |

## Equitación
Chile clasificó un equipo de 12 equitadores (cuatro por disciplina).

## Esgrima
Chile clasificó 3 esgrimistas.
| Deportista      | Evento                       | Clasificación | Clasificación | Clasificación | Ronda de 16         | Cuartos de final     | Semifinal             | Final                   | Posición         |
| Deportista      | Evento                       | Victorias     | Derrotas      | Posición      | Rival Resultado     | Rival Resultado      | Rival Resultado       | Rival Resultado         | Posición         |
| --------------- | ---------------------------- | ------------- | ------------- | ------------- | ------------------- | -------------------- | --------------------- | ----------------------- | ---------------- |
| Pablo Núñez     | Espada individual masculino  | 0             | 5             | 18.º          | No clasificó        | No clasificó         | No clasificó          | No clasificó            | 18.º             |
| Gustavo Alarcón | Florete individual masculino | 2             | 3             | 10.º          | Toldo (BRA) G 15-12 | Sconzo (COL) G 15-14 | Imboden (USA) G 15-13 | Meinhardt (USA) P 11-15 | Medalla de plata |
| Ricardo Álvarez | Sable individual masculino   | 1             | 4             | 14.º          | Homer (USA) P 3-15  | No avanzó            | No avanzó             | No avanzó               | 14.º             |

## Esquí acuático
Chile clasificó seis deportistas en este deporte (cuatro hombres y dos mujeres).
| Deportista         | Evento            | Preliminar    | Preliminar | Final         | Final             |
| Deportista         | Evento            | Resultado     | Posición   | Resultado     | Posición          |
| ------------------ | ----------------- | ------------- | ---------- | ------------- | ----------------- |
| Valentina González | Figuras femenino  | 6280          | 6.º        | 5970          | 6.º               |
| Valentina González | Slalom femenino   | 4,00/55/12,00 | 6.º        | No clasificó  | No clasificó      |
| Valentina González | Salto femenino    | 159           | 2.º        | 157           | Medalla de bronce |
| Valentina González | Overall femenino  | 2294,57       | 4.º        | 2390,17       | 4.º               |
| Felipe Miranda     | Figuras masculino | 7800          | 5.º        | 9500          | 4.º               |
| Rodrigo Miranda    | Figuras masculino | 7780          | 6.º        | 5650          | 8.º               |
| Felipe Miranda     | Slalom masculino  | 3,00/58/10,75 | 4.º        | 0,00/58/10,75 | 7.º               |
| Rodrigo Miranda    | Slalom masculino  | 3,00/58/11,25 | 3.º        | No clasificó  | No clasificó      |
| Felipe Miranda     | Salto masculino   | 213           | 2.º        | 213           | Medalla de plata  |
| Rodrigo Miranda    | Salto masculino   | 202           | 4.º        | No clasificó  | No clasificó      |
| Emile Ritter       | Salto masculino   | 206           | 3.º        | 202           | 4.º               |
| Felipe Miranda     | Overall masculino | 2653,92       | 2.º        | 2512,32       | 4.º               |
| Rodrigo Miranda    | Overall masculino | 2458,58       | 3.º        | 2620,87       | Medalla de plata  |

### Wakeboard
| Deportista       | Evento              | Semifinal | Semifinal | Repechaje | Repechaje | Final        | Final        |
| Deportista       | Evento              | Resultado | Posición  | Resultado | Posición  | Resultado    | Posición     |
| ---------------- | ------------------- | --------- | --------- | --------- | --------- | ------------ | ------------ |
| Jacinta Bernales | Wakeboard femenino  | 29,89     | 4.º       | 30,11     | 4.º       | No clasificó | No clasificó |
| José Bernales    | Wakeboard masculino | 29,00     | 4.º       | 35,56     | 4.º       | No clasificó | No clasificó |

## Fisicoculturismo
Chile clasificó a dos fisicoculturistas.
| Deportista        | Evento            | Clasificación | Clasificación | Final        | Final             |
| Deportista        | Evento            | Puntos        | Posición      | Puntos       | Posición          |
| ----------------- | ----------------- | ------------- | ------------- | ------------ | ----------------- |
| Pablo Matus       | Clásico masculino | –             | –             | No clasificó | No clasificó      |
| Macarena Figueroa | Fitness femenino  | –             | –             | 31           | Medalla de bronce |

## Hockey sobre césped
Chile clasificó a las selecciones masculina y femenina (16 atletas cada una). La selección masculina clasificó por ser segunda en los Juegos Suramericanos de 2018. La selección femenina clasificó por ser una de las tres mejores en el ranking aún no clasificadas de la Copa Panamericana de Hockey sobre césped femenino de 2017.

### Torneo masculino
| Equipo           | Ronda de grupos | Ronda de grupos | Ronda de grupos         | Ronda de grupos | Cuartos de final | Semifinal       | Final                                  | Posición |
| Equipo           | Rival Resultado | Rival Resultado | Rival Resultado         | Posición        | Rival Resultado  | Rival Resultado | Rival Resultado                        | Posición |
| ---------------- | --------------- | --------------- | ----------------------- | --------------- | ---------------- | --------------- | -------------------------------------- | -------- |
| Equipo masculino | Argentina P 1-5 | Cuba G 4-0      | Trinidad y Tobago G 2-0 | 2.º             | México G 2-0     | Canadá P 2-3    | Medalla de bronce Estados Unidos P 1-2 | 4.º      |

### Torneo femenino
| Equipo          | Ronda de grupos | Ronda de grupos      | Ronda de grupos | Ronda de grupos | Cuartos de final | Semifinal       | Final                                  | Posición |
| Equipo          | Rival Resultado | Rival Resultado      | Rival Resultado | Posición        | Rival Resultado  | Rival Resultado | Rival Resultado                        | Posición |
| --------------- | --------------- | -------------------- | --------------- | --------------- | ---------------- | --------------- | -------------------------------------- | -------- |
| Equipo femenino | Perú G 13-0     | Estados Unidos P 2-4 | México G 0-2    | 2.º             | Uruguay G 0-5    | Argentina P 3-1 | Medalla de bronce Estados Unidos P 1-5 | 4.º      |

## Gimnasia
Chile clasificó a 8 gimnastas: siete en gimnasia artística y una en gimnasia rítmica. Además, clasificó un deportista en trampolín

### Gimnasia artística
Clasificación masculina
| Deportista     | Evento        | Clasificación | Clasificación     | Clasificación | Clasificación | Clasificación    | Clasificación | Clasificación | Clasificación |
| Deportista     | Evento        | Suelo         | Caballo con arcos | Anillas       | Salto         | Barras paralelas | Barra fija    | Total         | Posición      |
| -------------- | ------------- | ------------- | ----------------- | ------------- | ------------- | ---------------- | ------------- | ------------- | ------------- |
| Joel Álvarez   | Clasificación | 12,700        | 11,100            | 12,800        | 13,400        | 13,550           | 12,900        | 76,450        | 18.º          |
| Tomás González | Clasificación | 13,900        | —                 | —             | —             | —                | —             | —             | —             |

Finales
| Deportista     | Evento            | Clasificación | Clasificación     | Clasificación | Clasificación | Clasificación    | Clasificación | Clasificación | Clasificación  |
| Deportista     | Evento            | Suelo         | Caballo con arcos | Anillas       | Salto         | Barras paralelas | Barra fija    | Total         | Posición       |
| -------------- | ----------------- | ------------- | ----------------- | ------------- | ------------- | ---------------- | ------------- | ------------- | -------------- |
| Joel Álvarez   | Concurso completo | 13,150        | 10,750            | 12,000        | 13,950        | 13,000           | 12,900        | 75,750        | 15.º           |
| Tomás González | Suelo             | 14,600        | —                 | —             | —             | —                | —             | 14,600        | Medalla de oro |

Clasificación femenina
| Simona Castro       | Clasificación   | 13,300 | 12,200 | 10,700 | 12,050 | 48,250  | 20.º |
| María del Mar Pérez | Clasificación   | —      | 11,750 | 11,750 | —      | —       | —    |
| María del Sol Pérez | Clasificación   | 11,950 | 11,950 | 10,800 | 11,350 | 46,050  | 29.º |
| Makarena Pinto      | Clasificación   | 13,500 | —      | —      | 11,150 | —       | —    |
| Franchesca Santi    | Clasificación   | 14,050 | 10,650 | 8,350  | 12,100 | 45,150  | 31.º |
| Equipo femenino     | Equipo femenino | 40,850 | 35,900 | 33,250 | 35,500 | 145,500 | 8.º  |

Finales
| Simona Castro       | Concurso completo | 13,250 | 12,650 | 10,650 | 11,700 | 48,250 | 14.º |
| María del Sol Pérez | Concurso completo | 11,700 | 11,600 | 10,150 | 10,550 | 44,000 | 24.º |
| Makarena Pinto      | Salto             | 13,750 | —      | —      | —      | 13,750 | 5.º  |
| Franchesca Santi    | Salto             | 13,516 | —      | —      | —      | 13,516 | 8.º  |

## Golf
Chile clasificó un equipo de cuatro golfistas (dos hombres y dos mujeres).
| Deportista                                                           | Evento               | Ronda 1 | Ronda 2 | Ronda 3 | Ronda 4 | Total  | Total | Total             |
| Deportista                                                           | Evento               | Puntos  | Puntos  | Puntos  | Puntos  | Puntos | Par   | Posición          |
| -------------------------------------------------------------------- | -------------------- | ------- | ------- | ------- | ------- | ------ | ----- | ----------------- |
| Felipe Aguilar                                                       | Individual masculino | 76      | 74      | 72      | 75      | 297    | +13   | 30.º              |
| Guillermo Pereira                                                    | Individual masculino | 67      | 67      | 69      | 66      | 269    | −15   | Medalla de bronce |
| Antonia Matte                                                        | Individual femenino  | 79      | 71      | 76      | 74      | 300    | +16   | 21.º              |
| Natalia Villavicencio                                                | Individual femenino  | 71      | 80      | 78      | 76      | 305    | +21   | 26.º              |
| Felipe Aguilar Antonia Matte Guillermo Pereira Natalia Villavicencio | Equipo mixto         | 138     | 138     | 145     | 140     | 561    | −7    | 8.º               |

## Judo
Chile clasificó cinco judocas (tres hombres y dos mujeres).
| Deportista      | Evento            | Ronda de 16               | Cuartos de final       | Semifinales                            | Final                                    | Posición          |
| Deportista      | Evento            | Rival Resultado           | Rival Resultado        | Rival Resultado                        | Rival Resultado                          | Posición          |
| --------------- | ----------------- | ------------------------- | ---------------------- | -------------------------------------- | ---------------------------------------- | ----------------- |
| Mary Dee Vargas | -48 kg femenino   | Huayhuameza (PER) G 01-00 | Carrillo (MEX) G 01-00 | Soriano (DOM) P 00-10                  | Medalla de bronce Farias (BRA) G 01-00   | Medalla de bronce |
| Judith González | -52 kg femenino   | Elizeche (ARG) P 00-10    | No avanzó              | No avanzó                              | No avanzó                                | 9.º               |
| Hugo Vera       | -60 kg masculino  | Futtinico (COL) P 00-11   | No avanzó              | No avanzó                              | No avanzó                                | 9.º               |
| Thomas Briceño  | -100 kg masculino | Exento                    | Garzón (COL) G 10-00   | Cardona (CUB) G 01-00                  | Smith (USA) G 10-01                      | Medalla de oro    |
| Francisco Solís | +100 kg masculino | Exento                    | Moura (BRA) P 00-01    | Repechaje de bronce Nova (DOM) G 01-00 | Medalla de bronce Figueroa (ECU) P 00-01 | 5.º               |

## Karate
En karate, Chile clasificó seis karatecas (cuatro hombres y dos mujeres).
| Deportista         | Evento           | Ronda de grupos       | Ronda de grupos       | Ronda de grupos       | Ronda de grupos | Semifinales          | Final                 | Posición          |
| Deportista         | Evento           | Rival Resultado       | Rival Resultado       | Rival Resultado       | Posición        | Rival Resultado      | Rival Resultado       | Posición          |
| ------------------ | ---------------- | --------------------- | --------------------- | --------------------- | --------------- | -------------------- | --------------------- | ----------------- |
| Joaquín González   | -60 kg masculino | Estrada (MEX) G 5-5   | Martínez (VEN) P 3-5  | Escalante (PER) G 8-0 | 2.º             | Larrosa (URU) G 3-0  | Brose (BRA) G 2-0     | Medalla de oro    |
| Camilo Velozo      | -67 kg masculino | Madera (VEN) P 4-5    | Noriega (CUB) G 4-0   | Ávila (PER) G 0-0     | 2.º             | Figueroa (BRA) G 7-4 | Madera (VEN) P 0-0    | Medalla de plata  |
| Germán Charpentier | -75 kg masculino | Soriano (DOM) P 2-6   | Maldonado (GUA) P 0-3 | Ortuño (VEN) G 0-2    | 3.º             | No clasificó         | No clasificó          | No clasificó      |
| Rodrigo Rojas      | +84 kg masculino | Mina (ECU) G 1-0      | Beltrán (PER) G 8-0   | Lenis (COL) G 1-1     | 1.º             | Irr (USA) P 1-2      | No avanzó             | Medalla de bronce |
| Tihare Astudillo   | -55 kg femenino  | Flores (MEX) P 4-5    | Borzelli (PAN) P 1-8  | Kumizaki (BRA) P 0-0  | 4.º             | No clasificó         | No clasificó          | No clasificó      |
| Susana Li          | -68 kg femenino  | Rodríguez (DOM) G 4-2 | Martínez (CUB) P 1-2  | López (PER) G 3-0     | 2.º             | Cuervo (VEN) G 2-2   | Rodríguez (DOM) P 1-4 | Medalla de plata  |

## Levantamiento de pesas
Chile clasificó seis deportistas (tres hombres y tres mujeres).
| Deportista            | Evento          | Arrancada | Arrancada | Arrancada | Arrancada | Envión    | Envión    | Envión    | Envión    | Total | Posición       |
| Deportista            | Evento          | Intento 1 | Intento 2 | Intento 3 | Resultado | Intento 1 | Intento 2 | Intento 3 | Resultado | Total | Posición       |
| --------------------- | --------------- | --------- | --------- | --------- | --------- | --------- | --------- | --------- | --------- | ----- | -------------- |
| Katherine Landeros    | Femenino 49 kg  | 65        | 68        | 68        | 68        | 85        | 90        | 90        | 90        | 158   | 7.º            |
| Lenka Rojas           | Femenino 76 kg  | 85        | 90        | 95        | 90        | 112       | 118       | 123       | 118       | 208   | 7.º            |
| María Fernanda Valdés | Femenino 87 kg  | 110       | 112       | 114       | 112       | 140       | 143       | 147       | 147       | 259   | Medalla de oro |
| Bastián López         | Masculino 73 kg | 120       | 125       | 128       | 125       | 155       | 160       | 168       | 160       | 285   | 8.º            |
| Camilo Zapata         | Masculino 96 kg | 130       | 136       | 136       | 136       | 160       | 168       | 175       | 175       | 311   | 12.º           |

## Lucha
Chile clasificó un luchador en la disciplina grecorromana.
| Deportista     | Evento                        | Cuartos de final | Semifinal         | Final                                   | Posición          |
| Deportista     | Evento                        | Rival Resultado  | Rival Resultado   | Rival Resultado                         | Posición          |
| -------------- | ----------------------------- | ---------------- | ----------------- | --------------------------------------- | ----------------- |
| Yasmani Acosta | Grecorromana 130 kg masculino | Coon (USA) G 8-0 | López (CUB) P 0-4 | Repechaje de bronce Del Río (ARG) G 9-0 | Medalla de bronce |

## Natación
Chile clasificó nueve nadadores (cinco hombres y cuatro mujeres).
| Deportista          | Evento                    | Clasificación | Clasificación | Final           | Final            |
| Deportista          | Evento                    | Tiempo        | Posición      | Tiempo          | Posición         |
| ------------------- | ------------------------- | ------------- | ------------- | --------------- | ---------------- |
| Inés Marín          | 50 m libre femenino       | 26,90         | 18.º          | No clasificó    | 18.º             |
| Inés Marín          | 100 m libre femenino      | 58,08         | 13.º          | Final B 57,89   | 13.º             |
| Inés Marín          | 200 m libre femenino      | 2:06,09       | 11.º          | Final B 2:06,64 | 13.º             |
| Kristel Köbrich     | 800 m libre               | —             | —             | 8:37,22         | 4.º              |
| Kristel Köbrich     | 1500 m libre femenino     | —             | —             | 16:18,19        | Medalla de plata |
| Trinidad Ardiles    | 100 m espalda femenino    | 1:06,66       | 20.º          | No clasificó    | 20.º             |
| Trinidad Ardiles    | 200 m espalda femenino    | 2:22,69       | 18.º          | No clasificó    | 18.º             |
| Inés Marín          | 200 m mariposa femenino   | 2:19,60       | 13.º          | Final B 2:19,69 | 13.º             |
| Fernanda Reyes      | 200 m combinado femenino  | 2:27,63       | 17.º          | Final B 2:29,60 | 16.º             |
| Oliver Elliot       | 50 m libre masculino      | 23,25         | 16.º          | Final B 23,25   | 15.º             |
| Gabriel Araya       | 100 m libre masculino     | 51,45         | 17.º          | Final B 51,25   | 14.º             |
| Gabriel Araya       | 200 m libre masculino     | 1:53,35       | 17.º          | Final B 1:52,85 | 12.º             |
| Maximiliano Ahumada | 100 m espalda masculino   | 58,30         | 14.º          | Final B 58,29   | 14.º             |
| Maximiliano Ahumada | 200 m espalda masculino   | 2:10,27       | 21.º          | No clasificó    | 21.º             |
| José Tomás Gálvez   | 100 m pecho masculino     | 1:06,47       | 23.º          | No clasificó    | 23.º             |
| José Tomás Gálvez   | 200 m pecho masculino     | 2:23,50       | 15.º          | Final B 2:23,97 | 14.º             |
| Gabriel Araya       | 100 m mariposa masculino  | 56,13         | 18.º          | No clasificó    | 18.º             |
| Gabriel Araya       | 200 m mariposa masculino  | 2:02,40       | 13.º          | Final B 2:02,73 | 13.º             |
| Manuel Osorio       | 200 m combinado masculino | 2:07,38       | 17.º          | Final B 2:07,44 | 13.º             |
| Manuel Osorio       | 400 m combinado masculino | 4:37,11       | 17.º          | No clasificó    | 17.º             |

### Natación en aguas abiertas
En la disciplina de aguas abiertas clasificó una nadadora.
| Deportista      | Evento         | Tiempo    | Posición |
| --------------- | -------------- | --------- | -------- |
| Mahina Valdivia | 10 km femenino | 2:08:05,5 | 13.º     |

## Natación sincronizada
Chile clasificó un dúo de dos atletas.

## Patinaje
Chile clasificó seis patinadores: dos en patinaje artístico y cuatro en velocidad.

### Patinaje artístico
| Deportista        | Evento                 | Programa corto | Programa corto | Programa largo | Programa largo | Total puntos | Posición |
| Deportista        | Evento                 | Puntos         | Posición       | Puntos         | Posición       | Total puntos | Posición |
| ----------------- | ---------------------- | -------------- | -------------- | -------------- | -------------- | ------------ | -------- |
| José Luis Díaz    | Estilo libre masculino | 47,15          | 3.º            | 65,51          | 6.º            | 112,66       | 5.º      |
| Francisca Cabrera | Estilo libre femenino  | 26,14          | 4.º            | 41,89          | 5.º            | 68,03        | 4.º      |

### Patinaje de velocidad
| Deportista         | Evento                        | Preliminares | Preliminares | Semifinal | Semifinal | Final        | Final            |
| Deportista         | Evento                        | Tiempo       | Posición     | Tiempo    | Posición  | Tiempo       | Posición         |
| ------------------ | ----------------------------- | ------------ | ------------ | --------- | --------- | ------------ | ---------------- |
| Emanuelle Silva    | 300 m contrarreloj masculino  | —            | —            | —         | —         | 24,979       | 4.º              |
| Emanuelle Silva    | 500 m masculino               | 44,188       | 2.º          | 44,833    | 2.º       | 43,854       | 4.º              |
| Hugo Ramírez       | 10000 m eliminación masculino | —            | —            | —         | —         | 16:37,560    | Medalla de plata |
| María José Moya    | 300 m contrarreloj femenino   | —            | —            | —         | —         | 26,441       | Medalla de oro   |
| María José Moya    | 500 m femenino                | 46,715       | 2.º          | 46,921    | 3.º       | No clasificó | 5.º              |
| Javiera San Martín | 10000 m eliminación femenino  | —            | —            | —         | —         | 19:34,253    | Medalla de plata |

## Pentatlón moderno
Chile clasificó tres pentatletas (dos hombres y una mujer).
| Deportista                      | Evento            | Esgrima (espada a toque único) | Esgrima (espada a toque único) | Esgrima (espada a toque único) | Natación (200 m estilo libre) | Natación (200 m estilo libre) | Natación (200 m estilo libre) | Equitación (salto ecuestre) | Equitación (salto ecuestre) | Equitación (salto ecuestre) | Combinado: tiro/atletismo (10 m pistola de aire)/(3000 m) | Combinado: tiro/atletismo (10 m pistola de aire)/(3000 m) | Combinado: tiro/atletismo (10 m pistola de aire)/(3000 m) | Total puntos  | Posición final   |
| Deportista                      | Evento            | V-D (+B)                       | Posición                       | Puntos                         | Tiempo                        | Posición                      | Puntos                        | Penalizaciones              | Posición                    | Puntos                      | Tiempo                                                    | Posición                                                  | Puntos                                                    | Total puntos  | Posición final   |
| ------------------------------- | ----------------- | ------------------------------ | ------------------------------ | ------------------------------ | ----------------------------- | ----------------------------- | ----------------------------- | --------------------------- | --------------------------- | --------------------------- | --------------------------------------------------------- | --------------------------------------------------------- | --------------------------------------------------------- | ------------- | ---------------- |
| Esteban Bustos                  | Masculino         | 22-9 (+0)                      | 1.º                            | 250                            | 2:09,38                       | 11.º                          | 292                           | 0                           | 1.º                         | 300                         | 11:00                                                     | 4.º                                                       | 640                                                       | 1482          | Medalla de plata |
| Benjamín Ortiz                  | Masculino         | 15-16 (+0)                     | 20.º                           | 201                            | 2:13,64                       | 18.º                          | 283                           | 21                          | 9.º                         | 279                         | 11:19                                                     | 9.º                                                       | 621                                                       | 1384          | 13.º             |
| María José Bravo                | Femenino          | 5-26 (+4)                      | 30.º                           | 135                            | 2:40,90                       | 24.º                          | 229                           | Eliminada                   | Eliminada                   | 0                           | 12:55                                                     | 8.º                                                       | 525                                                       | 889           | 24.º             |
| Esteban Bustos Benjamín Ortiz   | Relevos masculino | No comenzaron                  | No comenzaron                  | No comenzaron                  | No comenzaron                 | No comenzaron                 | No comenzaron                 | No comenzaron               | No comenzaron               | No comenzaron               | No comenzaron                                             | No comenzaron                                             | No comenzaron                                             | No comenzaron | No comenzaron    |
| María José Bravo Benjamín Ortiz | Relevos mixto     | 19-29 (+0)                     | 10.º                           | 190                            | 2:15,79                       | 10.º                          | 279                           | No comenzaron               | No comenzaron               | No comenzaron               | No comenzaron                                             | No comenzaron                                             | No comenzaron                                             | 469           | 12.º             |

## Ráquetbol
Chile clasificó tres raquetbolistas (un hombre y dos mujeres).
Hombres
Mujeres

## Remo
En remo, Chile clasificó 23 deportistas (quince hombres y ocho mujeres).
Eventos masculinos
| Deportista | Evento                       | Preliminar | Preliminar | Repechaje | Repechaje | Semifinal | Semifinal | Final           | Final             |
| Deportista | Evento                       | Tiempo     | Posición   | Tiempo    | Posición  | Tiempo    | Posición  | Tiempo          | Posición          |
| --- | ---------------------------- | ---------- | ---------- | --------- | --------- | --------- | --------- | --------------- | ----------------- |
| Marcelo Medina | Un par de remos cortos       | 7:23,75    | 3.º        | Exento    | Exento    | 7:10,55   | 4.º       | Final B 7:09,21 | 8.º               |
| Francisco Lapostol Óscar Vásquez | Doble par de remos cortos    | 6:36,04    | 2.º        | 6:27,79   | 2.º       | —         | —         | 6:30,91         | 4.º               |
| César Abaroa Eber Sanhueza | Doble par cortos peso ligero | 6:36,50    | 2.º        | Exento    | Exento    | —         | —         | 6:31,44         | Medalla de bronce |
| Ignacio Abraham Christopher Kalleg | Dos remos largos             | 6:44,72    | 1.º        | —         | —         | —         | —         | 6:33,70         | Medalla de oro    |
| Alfredo Abraham Selim Echeverría Bernardo Guerrero Nelson Martínez                                                                                     | Cuatro remos                 | 6:08,75    | 2.º        | —         | —         | —         | —         | 6:19,99         | 4.º               |
| Felipe Cárdenas Roberto Liewald Fabián Oyarzún Felipe Oyarzún                                                                                          | Cuatro remos peso ligero     | 6:08,62    | 1.º        | —         | —         | —         | —         | 6:04,09         | Medalla de oro    |
| Alfredo Abraham Ignacio Abraham Selim Echeverría Bernardo Guerrero Christopher Kalleg Francisco Lapostol Antonia Liewald Nelson Martínez Óscar Vásquez | Ocho remos                   | 6:08,81    | 3.º        | —         | —         | —         | —         | 5:42,16         | Medalla de plata  |

Eventos femeninos
| Deportista                                                   | Evento                       | Preliminar | Preliminar | Repechaje | Repechaje | Final           | Final             |
| Deportista                                                   | Evento                       | Tiempo     | Posición   | Tiempo    | Posición  | Tiempo          | Posición          |
| ------------------------------------------------------------ | ---------------------------- | ---------- | ---------- | --------- | --------- | --------------- | ----------------- |
| Soraya Jadue                                                 | Un par de remos cortos       | 7:57,60    | 2.º        | Exento    | Exento    | 7:49,89         | Medalla de bronce |
| Antonia Liewald                                              | Un par cortos peso ligero    | 8:03,59    | 3.º        | 8:05,76   | 5.º       | Final B 8:00,15 | 7.º               |
| Victoria Hostetter Josefa Vila                               | Doble par de remos cortos    | 7:18,75    | 4.º        | —         | —         | 7:30,84         | 4.º               |
| Yoselyn Cárcamo Isidora Niemeyer                             | Doble par cortos peso ligero | 7:16,61    | 1.º        | Exento    | Exento    | 7:14,68         | Medalla de plata  |
| Antonia Abraham Melita Abraham Soraya Jadue Isidora Niemeyer | Cuatro pares de remos cortos | 6:43,73    | 1.º        | —         | —         | 6:30,43         | Medalla de oro    |
| Antonia Abraham Melita Abraham                               | Dos remos largos             | 7:19,78    | 1.º        | —         | —         | 7:31,44         | Medalla de oro    |

## Rugby 7
En rugby 7 clasificó la selección masculina con un equipo de doce jugadores.
Torneo masculino
El equipo masculino está conformado por: Julio Blanc, Felipe Brangier, Rodrigo Fernández, Nicolás Garafulic, Francisco Metuaze, Francisco Neira, Felipe Neira, Martín Sigren, Ignacio Silva, Marcelo Torrealba, Vicente Tredinick, Francisco Urroz.
| Equipo           | Ronda de grupos | Ronda de grupos       | Ronda de grupos | Ronda de grupos | Semifinal                            | Final                                 | Posición |
| Equipo           | Rival Resultado | Rival Resultado       | Rival Resultado | Posición        | Rival Resultado                      | Rival Resultado                       | Posición |
| ---------------- | --------------- | --------------------- | --------------- | --------------- | ------------------------------------ | ------------------------------------- | -------- |
| Equipo masculino | Brasil E 14-14  | Estados Unidos P 20-7 | Guyana G 87-7   | 3.º             | Clasificación 5.°-8.° Uruguay G 24-5 | Clasificación 5.°-6.° Jamaica G 12-50 | 5.º      |

## Squash
En squash clasificaron seis deportistas (tres hombres y tres mujeres).
Eventos masculinos
| Deportista                                       | Evento     | Ronda de 32                                                   | Ronda de 16                 | Cuartos de final    | Semifinales                 | Final                      | Posición |
| Deportista                                       | Evento     | Rival Resultado                                               | Rival Resultado             | Rival Resultado     | Rival Resultado             | Rival Resultado            | Posición |
| ------------------------------------------------ | ---------- | ------------------------------------------------------------- | --------------------------- | ------------------- | --------------------------- | -------------------------- | -------- |
| Maximiliano Camiruaga                            | Individual | Browne (BER) G 3-1                                            | Binnie (JAM) G 0-0 (w/o)    | Salazar (MEX) P 0-3 | No avanzó                   | No avanzó                  |          |
| Jaime Pinto                                      | Individual | Burrowes (JAM) G 3-1                                          | Pezzota (ARG) P 0-3         | No avanzó           | No avanzó                   | No avanzó                  |          |
| Maximiliano Camiruaga Matías Lacroix             | Dobles     | —                                                             | Browne/Franklin (BER) P 1-2 | No avanzaron        | No avanzaron                | No avanzaron               |          |
| Maximiliano Camiruaga Matías Lacroix Jaime Pinto | Equipos    | Ronda preliminar (Grupo C) Jamaica P 2-1 Estados Unidos P 3-0 | Brasil · P 3-0              | —                   | Puestos 9-12 Bermudas G 1-2 | Puestos 9-10 Jamaica P 0-2 | 10.º     |

Eventos femeninos
| Deportista                                | Evento     | Ronda de 16                                                                              | Cuartos de final             | Semifinales                 | Final                      | Posición          |
| Deportista                                | Evento     | Rival Resultado                                                                          | Rival Resultado              | Rival Resultado             | Rival Resultado            | Posición          |
| ----------------------------------------- | ---------- | ---------------------------------------------------------------------------------------- | ---------------------------- | --------------------------- | -------------------------- | ----------------- |
| Giselle Delgado                           | Individual | Khalil (GUY) G 1-3                                                                       | Sobhy (USA) P 3-0            | No avanzó                   | No avanzó                  |                   |
| Ana Pinto                                 | Individual | Fung-a-fat (GUY) G 3-1                                                                   | Cornett (CAN) P 3-0          | No avanzó                   | No avanzó                  |                   |
| Giselle Delgado Ana Pinto                 | Dobles     | —                                                                                        | Fernandes/Khalil (GUY) G 1-2 | Sobhy/Sobhy (USA) P 2-0     | No avanzaron               | Medalla de bronce |
| Giselle Delgado Camila Gallegos Ana Pinto | Equipos    | Ronda preliminar (Grupo A) · México · P 3-0 · Argentina · P 1-2 · Estados Unidos · P 3-0 | Canadá · P 0-3               | Puestos 5-8 Argentina P 2-1 | Puestos 7-8 · Perú · G 1-2 | 7.º               |

Eventos mixtos
| Deportista                     | Evento | Cuartos de final             | Semifinales     | Final           | Posición |
| Deportista                     | Evento | Rival Resultado              | Rival Resultado | Rival Resultado | Posición |
| ------------------------------ | ------ | ---------------------------- | --------------- | --------------- | -------- |
| Matías Lacroix Camila Gallegos | Dobles | Schnell/Naughton (CAN) P 0-2 | No avanzaron    | No avanzaron    |          |

## Surf
Chile clasificó cinco surfistas (dos hombres y tres mujeres) en el debut de este deporte en los Juegos Panamericanos.

## Taekwondo
En taekwondo clasificaron cinco deportistas (tres hombres y dos mujeres).
| Deportista       | Evento           | Ronda de 16              | Cuartos de final   | Semifinal            | Repechaje       | Final                                    | Posición          |
| Deportista       | Evento           | Rival Resultado          | Rival Resultado    | Rival Resultado      | Rival Resultado | Rival Resultado                          | Posición          |
| ---------------- | ---------------- | ------------------------ | ------------------ | -------------------- | --------------- | ---------------------------------------- | ----------------- |
| Jorge Ramos      | –58 kg masculino | Ochoa (COL) P 24-11      | No avanzó          | No avanzó            | No avanzó       | No avanzó                                | 11.º              |
| Ignacio Morales  | –68 kg masculino | Van Dijk (SUR) G 0-0 DSQ | León (PER) G 20-5  | Marques (BRA) P 18-7 | —               | Medalla de bronce Nickolas (USA) G 30-11 | Medalla de bronce |
| Fernando Baeza   | +80 kg masculino | Perea (ECU) P 25-27      | No avanzó          | No avanzó            | No avanzó       | No avanzó                                | 11.º              |
| Fernanda Aguirre | –57 kg femenino  | Andujar (DOM) G 7-27     | Park (CAN) P 17-11 | No avanzó            | Exento          | Medalla de bronce Carstens (PAN) G 12-7  | Medalla de bronce |
| Claudia Gallardo | –67 kg femenino  | Arnoldt (ARG) P 9-7      | No avanzó          | No avanzó            | No avanzó       | No avanzó                                | 11.º              |

## Tenis
Chile clasificó seis tenistas (tres hombres y tres mujeres) en los cinco eventos.
Eventos masculinos
| Deportista                     | Evento     | Primera ronda   | Segunda ronda                 | Tercera ronda                   | Cuartos de final                | Semifinales                     | Final                         | Posición         |
| Deportista                     | Evento     | Rival Resultado | Rival Resultado               | Rival Resultado                 | Rival Resultado                 | Rival Resultado                 | Rival Resultado               | Posición         |
| ------------------------------ | ---------- | --------------- | ----------------------------- | ------------------------------- | ------------------------------- | ------------------------------- | ----------------------------- | ---------------- |
| Tomás Barrios                  | Individual | Exento          | Alvarado (ESA) G 2-6, 2-6     | Quiroz (ECU) G 0-6, 3-6         | Varillas (PER) G 4-6, 6-2, 7-6  | Andreozzi (ARG) G 7-5, 4-6, 6-2 | Menezes (BRA) P 7-5, 3-6, 6-4 | Medalla de plata |
| Nicolás Jarry                  | Individual | Exento          | Álvarez (PER) G 6-2, 7-6      | González (COL) G 6-2, 7-6       | Menezes (BRA) P 5-7, 4-6        | No avanzó                       | No avanzó                     | 5.º              |
| Alejandro Tabilo               | Individual | Exento          | Maginley (ANT) G 6-1, 6-3     | Hernández (DOM) P 2-6, 6-3, 4-6 | No avanzó                       | No avanzó                       | No avanzó                     | 9.º              |
| Tomás Barrios Alejandro Tabilo | Dobles     | Exento          | Pérez/Rivera (CUB) G 3-6, 2-6 | —                               | Escobar/Quiroz (ECU) P 6-4, 6-4 | No avanzaron                    | No avanzaron                  | 5.º              |

Eventos femeninos
| Deportista                    | Evento     | Primera ronda              | Segunda ronda           | Cuartos de final               | Semifinales                        | Final                                                    | Posición |
| Deportista                    | Evento     | Rival Resultado            | Rival Resultado         | Rival Resultado                | Rival Resultado                    | Rival Resultado                                          | Posición |
| ----------------------------- | ---------- | -------------------------- | ----------------------- | ------------------------------ | ---------------------------------- | -------------------------------------------------------- | -------- |
| Fernanda Brito                | Individual | Podoroska (ARG) P 2-6, 5-7 | No avanzó               | No avanzó                      | No avanzó                          | No avanzó                                                | 17.º     |
| Daniela Seguel                | Individual | Morales (GUA) G 6-1, 6-0   | Herazo (COL) G 6-2, 6-1 | Dolehide (USA) P 5-7, 6-7      | No avanzó                          | No avanzó                                                | 5.º      |
| Alexa Guarachi Daniela Seguel | Dobles     | Exento                     | —                       | Arango/Herazo (COL) G 6-2, 6-1 | Arconada/Dolehide (USA) P 7-5, 6-3 | Medalla de bronce Alves/Stefani (BRA) P 6-2, 5-7, [9-11] | 4.º      |

Eventos mixtos
| Deportista                   | Evento | Primera ronda   | Cuartos de final                | Semifinales                      | Final                              | Posición       |
| Deportista                   | Evento | Rival Resultado | Rival Resultado                 | Rival Resultado                  | Rival Resultado                    | Posición       |
| ---------------------------- | ------ | --------------- | ------------------------------- | -------------------------------- | ---------------------------------- | -------------- |
| Alexa Guarachi Nicolás Jarry | Dobles | Exento          | Osorio/Giraldo (COL) G 6-2, 6-3 | Weedon/González (GUA) G 6-1, 6-2 | Zeballos/Zeballos (BOL) G 6-1, 6-3 | Medalla de oro |

## Tenis de mesa
Chile clasificó seis jugadores de tenis de mesa (tres hombres y tres mujeres).
| Deportista                                 | Evento               | Ronda de 32                                                             | Ronda de 16                                                             | Cuartos de final          | Semifinales     | Final           | Posición |
| Deportista                                 | Evento               | Rival Resultado                                                         | Rival Resultado                                                         | Rival Resultado           | Rival Resultado | Rival Resultado | Posición |
| ------------------------------------------ | -------------------- | ----------------------------------------------------------------------- | ----------------------------------------------------------------------- | ------------------------- | --------------- | --------------- | -------- |
| Gustavo Gómez                              | Individual masculino | Villa (MEX) G 4-1                                                       | Afanador (PUR) P 3-4                                                    | No avanzó                 | No avanzó       | No avanzó       | 9.º      |
| Juan Lamadrid                              | Individual masculino | Hidalgo (PER) G 4-0                                                     | Calderano (BRA) P 1-4                                                   | No avanzó                 | No avanzó       | No avanzó       | 9.º      |
| Daniela Ortega                             | Individual femenino  | Ortiz (DOM) P 3-4                                                       | No avanzó                                                               | No avanzó                 | No avanzó       | No avanzó       | 17.º     |
| Paulina Vega                               | Individual femenino  | Perdomo (COL) G 4-2                                                     | Zapata (GUA) G 4-3                                                      | Wu (USA) P 0-4            | No avanzó       | No avanzó       | 5.º      |
| Gustavo Gómez Juan Lamadrid                | Dobles masculino     | —                                                                       | Santos/Wu (DOM) P 1-4                                                   | No avanzaron              | No avanzaron    | No avanzaron    | 9.º      |
| Daniela Ortega Paulina Vega                | Dobles femenino      | —                                                                       | Fonseca/Lovet (CUB) G 4-3                                               | Coté/Zhang (CAN) P 1-4    | No avanzaron    | No avanzaron    | 5.º      |
| Juan Lamadrid Paulina Vega                 | Dobles mixto         | —                                                                       | Hidalgo/Vargas (PER) G 4-0                                              | Afanador/Diaz (PUR) P 2-4 | No avanzaron    | No avanzaron    | 5.º      |
| Gustavo Gómez Juan Lamadrid Manuel Moya    | Equipos masculino    | Ronda de grupos (Grupo 2) · Cuba · P 0-3 · República Dominicana · P 1-3 | Ronda de grupos (Grupo 2) · Cuba · P 0-3 · República Dominicana · P 1-3 | No avanzaron              | No avanzaron    | No avanzaron    |          |
| Judith Morales Daniela Ortega Paulina Vega | Equipos femenino     | Ronda de grupos (Grupo 4) · Perú · G 3-0 · Canadá · P 0-3               | Ronda de grupos (Grupo 4) · Perú · G 3-0 · Canadá · P 0-3               | Brasil · P 0-3            | No avanzaron    | No avanzaron    |          |

## Tiro
En este deporte clasificaron once tiradores (seis hombres y cinco mujeres).
| Deportista                    | Evento                            | Clasificación | Clasificación | Final           | Final            |
| Deportista                    | Evento                            | Puntos        | Posición      | Puntos          | Posición         |
| ----------------------------- | --------------------------------- | ------------- | ------------- | --------------- | ---------------- |
| Anyelo Parada                 | 50 m rifle 3 posiciones masculino | 1144          | 13.º          | No clasificó    | No clasificó     |
| Anyelo Parada                 | 10 m rifle de aire masculino      | 617,3         | 10.º          | No clasificó    | No clasificó     |
| Manuel Sánchez                | 10 m pistola de aire masculino    | 568           | 8.º           | 174,2           | 5.º              |
| Jorge Atalah                  | Skeet masculino                   | 118           | 8.º           | No clasificó    | No clasificó     |
| Héctor Flores                 | Skeet masculino                   | 122           | 3.º           | 23              | 5.º              |
| Gianluca Dapelo               | Fosa masculina                    | 115           | 12.º          | No clasificó    | No clasificó     |
| Claudio Vergara               | Fosa masculina                    | 112           | 16.º          | No clasificó    | No clasificó     |
| Gabriela Lobos                | 50 m rifle 3 posiciones femenino  | 1152          | 6.º           | 392,3           | 7.º              |
| Karina Vera                   | 50 m rifle 3 posiciones femenino  | 1138          | 10.º          | No clasificó    | No clasificó     |
| Gabriela Lobos                | 10 m rifle de aire femenino       | 612,6         | 14.º          | No clasificó    | No clasificó     |
| Karina Vera                   | 10 m rifle de aire femenino       | 612,3         | 15.º          | No clasificó    | No clasificó     |
| Jocelyn Núñez                 | 10 m pistola de aire femenino     | 540           | 24.º          | No clasificó    | No clasificó     |
| Jocelyn Núñez                 | 25 m pistola femenino             | 555           | 18.º          | No clasificó    | No clasificó     |
| Francisca Crovetto            | Skeet femenino                    | 115           | 6.º           | 47              | Medalla de plata |
| Pamela Salman                 | Fosa femenina                     | 101           | 8.º           | No clasificó    | No clasificó     |
| Anyelo Parada Karina Vera     | 10 m rifle de aire mixto          | 820,7         | 10.º          | No clasificaron | No clasificaron  |
| Jocelyn Núñez Manuel Sánchez  | 10 m pistola de aire mixto        | 737           | 17.º          | No clasificaron | No clasificaron  |
| Pamela Salman Claudio Vergara | Fosa mixta                        | 129           | 8.º           | No clasificaron | No clasificaron  |

## Tiro con arco
Chile clasificó seis arqueros (tres hombres y tres mujeres).

## Triatlón
Chile clasificó seis triatletas (tres hombres y tres mujeres).
| Deportista                                                | Evento        | Natación (1,5 km) | Tramo 1 | Ciclismo (40,02 km) | Tramo 2 | Carrera (8,88 km) | Total   | Posición |
| --------------------------------------------------------- | ------------- | ----------------- | ------- | ------------------- | ------- | ----------------- | ------- | -------- |
| Luis Barraza                                              | Masculino     | 17:41             | 0:47    | 1:00:36             | 0:25    | 32:34             | 1:52:02 | 11.º     |
| Diego Moya                                                | Masculino     | 17:43             | 0:46    | 1:00:37             | 0:23    | 33:04             | 1:52:31 | 14.º     |
| Gaspar Riveros                                            | Masculino     | 17:49             | 0:47    | 1:00:28             | 0:28    | 32:11             | 1:51:41 | 8.º      |
| Bárbara Riveros                                           | Femenino      | 19:52             | 0:56    | 1:04:41             | 0:31    | 36:44             | 2:02:42 | 5.º      |
| Catalina Salazar                                          | Femenino      | 20:55             | 1:01    | 1:15:21             | 0:35    | 45:25             | 2:23:16 | 26.º     |
| Macarena Salazar                                          | Femenino      | 19:52             | 0:56    | 1:07:05             | 0:32    | 40:16             | 2:08:38 | 15.º     |
| Luis Barraza Diego Moya Catalina Salazar Macarena Salazar | Relevos mixto | —                 | —       | —                   | —       | —                 | 1:26:30 | 8.º      |

## Vela
En vela clasificaron doce deportistas (ocho hombres y cuatro mujeres).
| Atleta                                    | Evento                   | Carrera | Carrera | Carrera | Carrera | Carrera | Carrera | Carrera | Carrera | Carrera | Carrera | Carrera | Carrera | Carrera | Puntos | Lugar             |
| Atleta                                    | Evento                   | 1       | 2       | 3       | 4       | 5       | 6       | 7       | 8       | 9       | 10      | 11      | 12      | M       | Puntos | Lugar             |
| ----------------------------------------- | ------------------------ | ------- | ------- | ------- | ------- | ------- | ------- | ------- | ------- | ------- | ------- | ------- | ------- | ------- | ------ | ----------------- |
| Clemente Seguel                           | Bote masculino           | (17)    | 9       | 12      | 12      | 10      | 7       | 8       | 8       | 3       | 6       | —       | —       | 16      | 91     | 10.º              |
| Benjamín Grez Exequiel Grez               | Skiff masculino          | (7)     | 7       | 3       | 4       | 7       | 5       | 5       | 4       | 5       | 3       | 3       | 4       | 12 NF   | 62     | 5.º               |
| María José Poncell                        | Bote femenino            | 13      | 13      | 11      | 10      | 11      | 12      | 13      | 14      | 8       | (15)    | —       | —       | NC      | 105    | 13.º              |
| Diego González                            | Bote abierto             | 6       | 6       | 7       | 4       | (9)     | 6       | 2       | 7       | 6       | 8       | —       | —       | 10      | 62     | 5.º               |
| Andrés Guevara Paula Herman Felipe Robles | Bote mixto tres personas | 1       | 1       | 4       | 3       | 4       | 3       | 2       | (6)     | 3       | 5       | —       | —       | 12 OCS  | 38     | Medalla de bronce |
| Antonio Poncell María Jesús Seguel        | Bote mixto dos personas  | 2       | (9)     | 6       | 4       | 7       | 5       | 7       | 6       | 5       | 7       | —       | —       | NC      | 49     | 6.º               |
| Sebastián Fuenzalida Trinidad González    | Catamarán mixto          | 10      | 8       | 10      | 9       | 9       | 10      | 10      | 10      | 8       | 9       | 9       | (12) NF | NC      | 102    | 10.º              |

## Voleibol
En voleibol clasificó la selección masculina con un equipo de doce jugadores.

### Torneo masculino
El equipo masculino estaba conformado por: Gabriel Araya, Matías Banda, Dusan Bonacic, Sebastián Castillo, Tomás Gago, Simón Guerra, Vicente Ibarra, Vicente Mardones, Matías Parraguirre, Tomás Parraguirre, Vicente Parraguirre y Esteban Villarreal.
| Equipo           | Ronda de grupos      | Ronda de grupos | Ronda de grupos | Ronda de grupos | Semifinales     | Final                          | Posición |
| Equipo           | Rival Resultado      | Rival Resultado | Rival Resultado | Posición        | Rival Resultado | Rival Resultado                | Posición |
| ---------------- | -------------------- | --------------- | --------------- | --------------- | --------------- | ------------------------------ | -------- |
| Equipo masculino | Estados Unidos G 1-3 | Brasil P 3-1    | México G 1-3    | 2.º             | Argentina P 3-1 | Medalla de bronce Brasil P 3-0 | 4.º      |

## Voleibol de playa
Chile clasificó cuatro voleibolistas de playa (dos hombres y dos mujeres).
Torneo masculino
| Deportista                    | Ronda de grupos              | Ronda de grupos        | Ronda de grupos               | Ronda de grupos | Octavos de final | Cuartos de final           | Semifinal                     | Final                        | Posición       |
| Deportista                    | Rival Resultado              | Rival Resultado        | Rival Resultado               | Posición        | Rival Resultado  | Rival Resultado            | Rival Resultado               | Rival Resultado              | Posición       |
| ----------------------------- | ---------------------------- | ---------------------- | ----------------------------- | --------------- | ---------------- | -------------------------- | ----------------------------- | ---------------------------- | -------------- |
| Esteban Grimalt Marco Grimalt | Ontiveros/Virgen (MEX) G 2-1 | López/Mora (NCA) G 2-1 | Nusbaum/Plantinga (CAN) G 0-2 | 1.º             | Exento           | González/Reyes (CUB) G 2-0 | Nusbaum/Plantinga (CAN) G 2-0 | Ontiveros/Virgen (MEX) G 2-1 | Medalla de oro |

Torneo femenino
| Deportista                                 | Ronda de grupos               | Ronda de grupos            | Ronda de grupos                | Ronda de grupos | Octavos de final           | Cuartos de final           | Semifinal                                | Final                              | Posición |
| Deportista                                 | Rival Resultado               | Rival Resultado            | Rival Resultado                | Posición        | Rival Resultado            | Rival Resultado            | Rival Resultado                          | Rival Resultado                    | Posición |
| ------------------------------------------ | ----------------------------- | -------------------------- | ------------------------------ | --------------- | -------------------------- | -------------------------- | ---------------------------------------- | ---------------------------------- | -------- |
| María Pilar Mardones María Francisca Rivas | Orellana/Revuelta (MEX) G 0-2 | Horta/Reboucas (BRA) P 2-0 | Charles/Valenciana (ISV) G 2-0 | 2.º             | Allcca/Mendoza (PER) G 2-0 | Gallay/Pereyra (ARG) P 2-0 | Puestos 5-8 Valenciano/Araya (CRC) G 0-2 | Puestos 5-6 Ayala/Ríos (COL) P 0-2 | 6.º      |